# Zdzisław Świderski
Zdzisław Piotr Świderski (ur. 29 kwietnia 1940 w Pruszkowie) – polski parazytolog, profesor nauk biologicznych; profesor zwyczajny Instytutu Parazytologii im. Witolda Stefańskiego PAN.

## Życiorys
Ukończył Liceum Ogólnokształcące im. Tomasza Zana w Pruszkowie oraz studia z biologii (spec. zoologia) na Uniwersytecie Warszawskim w 1964 (praca magisterska pt. Badania nad oogenezą jedwabnika dębowego Antherea pernyi Guer (Lepidoptera) została opublikowana w „Zoologica Poloniae"). W latach 1964–1968 pracował w Instytucie Parazytologii PAN. Następnie wyjechał do Szwajcarii, gdzie w okresie 1968–1983 oraz 1988–1993 był zatrudniony na Uniwersytecie Genewskim, w Katedrze Anatomii Porównawczej i Fizjologii. W 1972 obronił na genewskiej uczelni pracę doktorską pt. La structure fine de l'oncosphere du cestode Catenotaenia pusilla (Goeze, 1782) (Cyclophyllidea, Catenotaeniidae) (opublikowana w „La Cellule"). Przez cztery lata (1984–1988) pracował także jako senior lecturer w Anatomy Department, (kier. prof. Phillip Tobias),  Medical School University of Witwatersrand w Johannesburgu. W 1993, po powrocie do Polski, ponownie został zatrudniony w Instytucie Parazytologii PAN, gdzie z czasem awansował na pozycję profesora zwyczajnego.
Habilitował się w 1995 na podstawie oceny dorobku naukowego i rozprawy pt. Badania porównawcze nad ultrastrukturą, homologią i analogią otoczek jajowych u przywr i tasiemców. Tytuł naukowy profesora nauk biologicznych został mu nadany w 1999. W ramach Instytutu Parazytologii PAN pracuje jako kierownik Pracowni Biologii Rozwoju i Rozmnażania Pasożytów w Zakładzie Ekologii i Ewolucji Pasożytnictwa. Był równocześnie w latach 1993-2014 także pracownikiem Zakładu Biologii Ogólnej i Parazytologii w Centrum Biostruktury Warszawskiego Uniwersytetu Medycznego, gdzie od roku 2003 awansował na pozycję profesora prowadzącego w języku angielskim wykłady i ćwiczenia z parazytologii medycznej dla anglojęzycznych studentów WUM.
Od 1995 roku jest członkiem redakcji czasopisma „Acta Parasitologica” (w latach 2002–2012 był redaktorem naczelnym). Swoje prace publikował m.in. w czasopismach takich jak: „Comptes Rendus Biologies”, „Parasitology International”, „Parasitology Research”, „International Journal for Parasitology”,  „Zoologischer Anzeiger” oraz „Parasite”.
Realizował szereg grantów badawczych finansowanych m.in. przez Swiss National Science Foundation, Światową Organizację Zdrowia w Genewie ramach UNDP/World Bank/WHO Special Programme for Research and Training in Tropical Diseases. Travel Grants for participation in the United Nations Environmental Programme supported by FAO/UNEP/WHO , South African Medical Research Council, University of the Witwarersrand Medical Faculty Endowment Fund, Johannesburg oraz polski Komitet Badań Naukowych.
Należy do European Life Sciences Organisation (ELSO), International Society of Invertebrate Reproduction and Development (ISIRD) oraz Polskiego Towarzystwa Parazytologicznego. Był członkiem American Society of Parasitologists oraz British Society for Parasitology. 
Odznaczony Złotym Krzyżem Zasługi.